# San Juan Pueblo

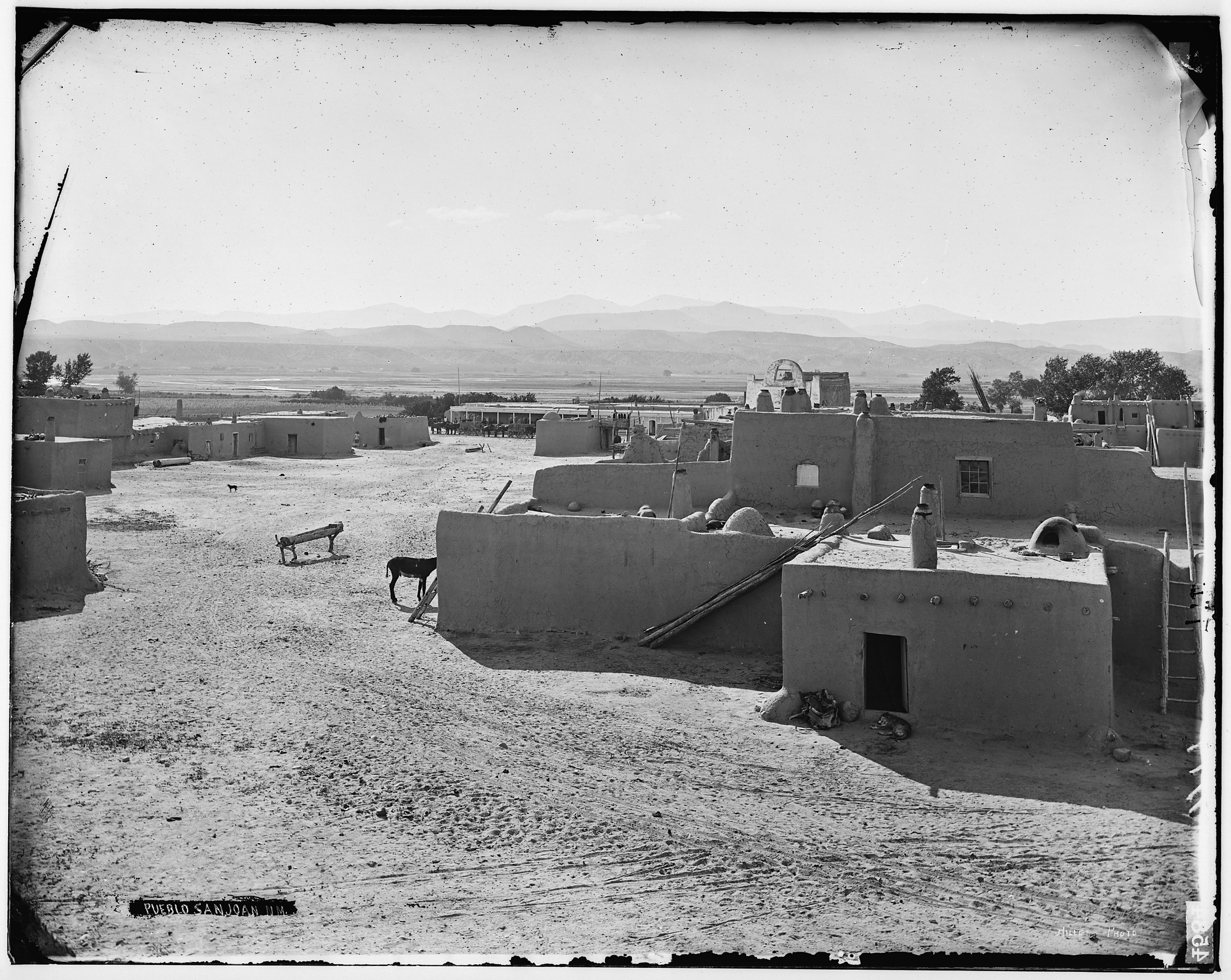
San Juan Pueblo som den såg ut i slutet av 1800-talet.

San Juan Pueblo (Tewa: Ohkee) är en pueblo belägen vid Rio Grande, norr om Santa Fe, New Mexico, som har varit bebodd sedan förhistorisk tid. Det är den största av de sex tewaindianska pueblona. Invånarna talar en dialekt av tewa, som är ett språk tillhörigt språkfamiljen kiowa-tanoan. 
Vid folkräkningen 2000 rapporterade 324 personer att de räknade de sig som helt eller delvis tillhörande eller härstammande från San Juan och 1 462 från San Juan Pueblo. 